# Rhinocypha drusilla
Rhinocypha drusilla là loài chuồn chuồn trong họ Chlorocyphidae. Loài này được Needham mô tả khoa học đầu tiên năm 1930.